# 100th Missile Defense Brigade

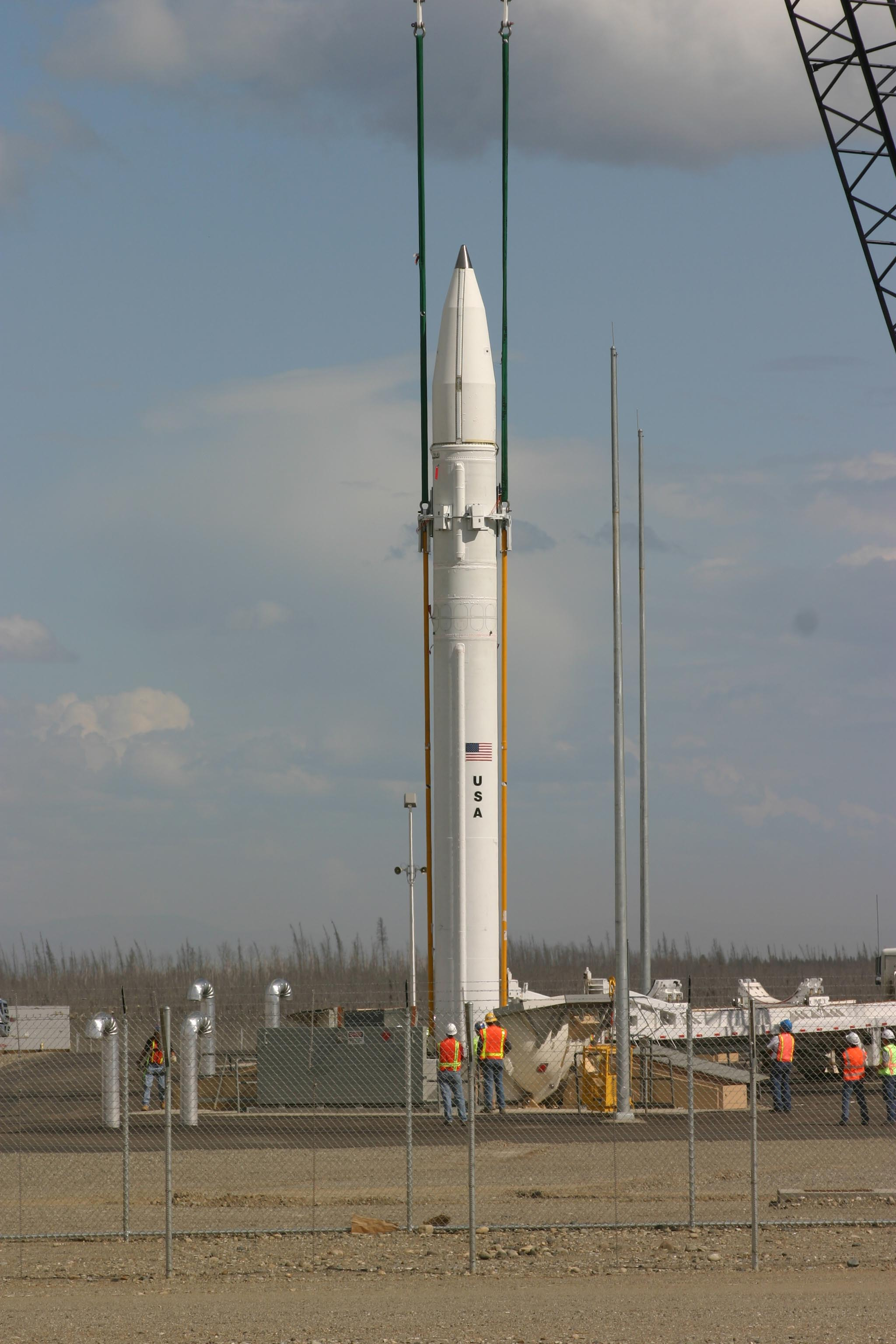
Ground-Based Interceptor

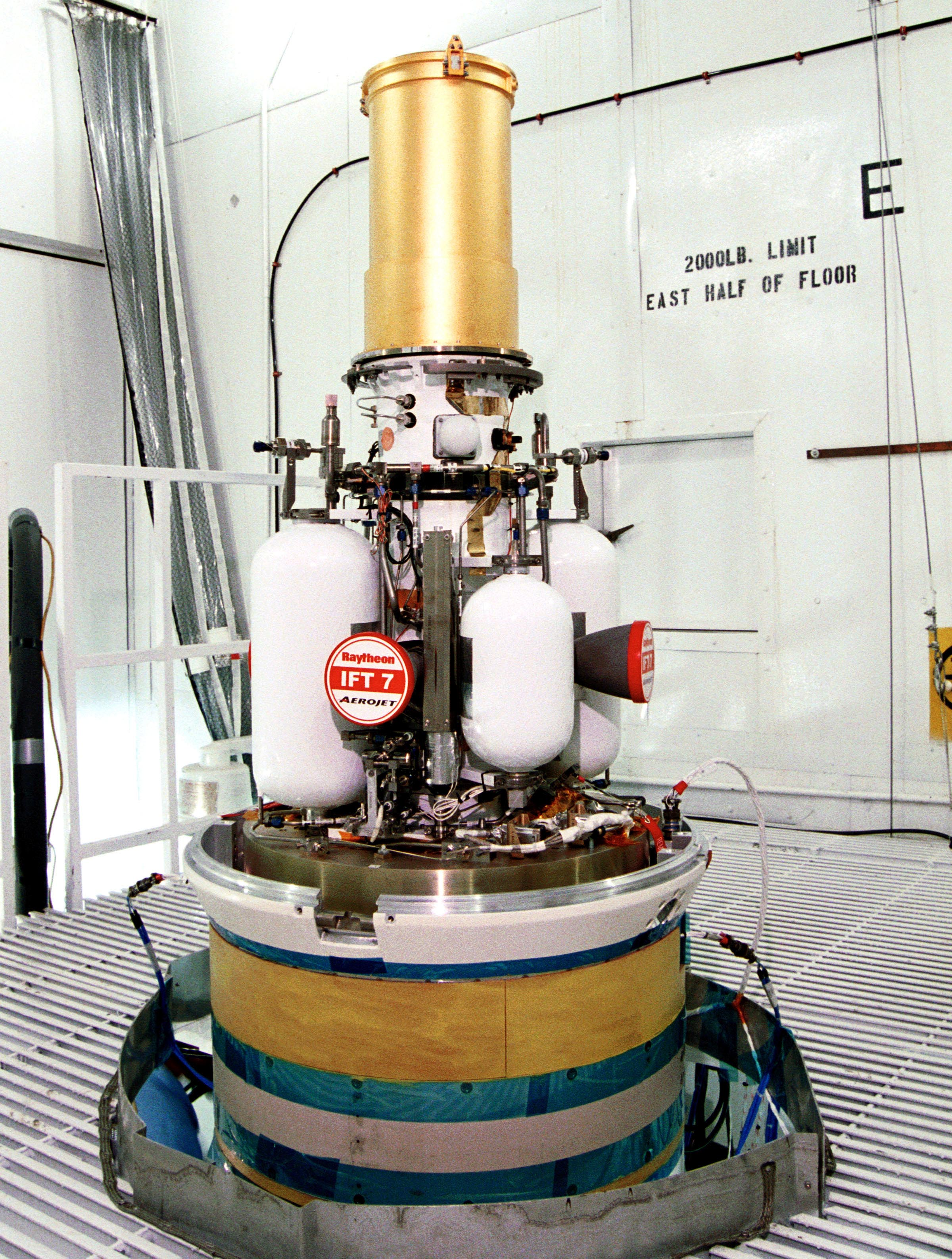
Prototipo di Exo-atmospheric Kill Vehicle

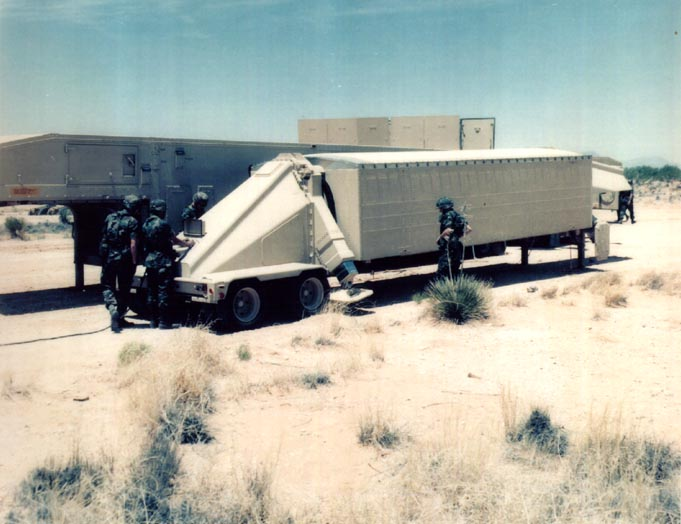
Radar trasportabile AN/TPY-2

La 100th Missile Defense Brigade è una brigata dell'Esercito degli Stati Uniti, componente del suo sistema di difesa anti-missile. Il suo quartier generale è situato presso Colorado Springs, in Colorado.

## Missione
Il 49th Missile Defense Battalion opera ed assicura il sistema di difesa anti-missile basato a terra nel tragitto intermedio (GMD). Esso ha ricoperto questo ruolo per più di 15 anni. La missione del GMD è quella dell'ultima difesa del territorio statunitense. La brigata è orientata a condurre la missione di difendere gli Stati Uniti da un attacco di missili ICBM

## Organizzazione
Al gennaio 2024 il comando controlla le seguenti unità:
- Missile Defense Element - Schriever Space Force Base, Colorado
- Detachment 1, Vandenberg Space Force Base, California Army National Guard
- 49th Missile Defense Battalion, Fort Greely, Alaska Army National Guard
  -  Headquarters and Headquarters Battery
  -  Alpha Company
  -  Fire Direction Center - Equipaggiati con 44 Ground-Based Interceptor presso Fort Greely e 4 presso Vandenberg Space Force Base[1];

- Fort Drum Security Detachment (Componente Attiva), Fort Drum, New York

## Ground-Based Midcourse Defense (GMD)
Lo USNORTHCOM utilizza il GMD per difendere il territorio americano contro attacchi di missili IRBM e ICBM utilizzando missili intercettori che distruggono la minaccia durante la fase intermedia della traiettoria. I missili intercettori a tre stadi sono equipaggiati con un Enhancement-I (CE-I) Exo-atmospheric Kill Vehicle (EKV) o la versione aggiornata (CE-II) e disposti in silos interrati presso Fort Greely, in Alaska e la Vandenberg Space Force Base, in California. Il GMD utilizza dati forniti direttamente da radar ad esso dedicati come il Sea-Based X-Band oppure non dedicati come l'Aegis Ballistic Missile Defense System, gli AN/TPY-2 Forward Based Radars (FBM) del sistema THAAD, gli Upgraded Early Warning Radar (UEWR), i COBRA DANE Radar Upgrade (CDU), il sistema satellitare SBIRS/DSP. I dati dei radar sono forniti al GMD attraverso elementi del Command and Control, Battle Management and Communications (C2BMC).